# Marcin Jankowski (żużlowiec)
Marcin Jankowski (ur. 5 października 1984 w Lesznie) – polski żużlowiec.
Syn Romana Jankowskiego i brat Łukasza Jankowskiego, również żużlowców.

## Życiorys
Wychowanek klubu Unia Leszno. W rozgrywkach z cyklu Drużynowych Mistrzostw Polski startował w latach 2003–2006, reprezentując kluby WKM-u Warszawa (2003), Unii Leszno (2004), Kolejarza Rawicz (2005) oraz Lotosu Gdańsk (2006).
Raz wystąpił w finale Młodzieżowych indywidualnych mistrzostw Polski w Toruniu (2005) gdzie zajął XVIII miejsce. Wystąpił również w finale Młodzieżowych drużynowych mistrzostw Polski w Bydgoszczy (2002) gdzie wraz z drużyną Unii Leszno zdobył IV miejsce.

## Drużynowe Mistrzostwa Polski - Sezon Zasadniczy Najwyższej Klasy Rozgrywkowej
| Sezon | Klub        | Miejsce | Liga               | Średnia/bg | Średnia/mc | Pkt    | Bonusy | Razem  | Komplety | Biegi | Mecze |
| ----- | ----------- | ------- | ------------------ | ---------- | ---------- | ------ | ------ | ------ | -------- | ----- | ----- |
| 2004  | Unia Leszno | 5       | Ekstraliga żużlowa | 0,889      | 1,500      | 6 (65) | 2      | 8 (64) | 0        | 9     | 4     |

W nawiasie miejsce w danej kategorii (śr/m oraz śr/b - przy założeniu, że zawodnik odjechał minimum 50% spotkań w danym sezonie)